# SBS-Eger
Az SBS-Eger (korábban Eger-Eszterházy SzSE, DVTK-Eger) egy férfi kézilabda klub. A csapat az NB I/B-ben szerepel.

## Székhelye
Székhelye Egerben található.

## Története
Eredmények: 
2006/2007 NB II Keleti csoport 5. hely
2007/2008 NB II Keleti csoport 3. hely
2008/2009 NB II Keleti csoport 2. hely
2009/2010 NB II Keleti csoport 4. hely
2010/2011 NB II Keleti csoport 3. hely
2011/2012 NB I/B Keleti csoport 8. hely
2012/2013 NB I/B Keleti csoport 5. hely
2013/2014 NB I/B Keleti csoport 2. hely
2014/2015 NB I/B Keleti csoport 1. hely
2015/2016 NB I 13. hely
2016/2017 NB I  9. hely; Liga Kupa 1. hely
2017/2018 NB I  9. hely
2018/2019 NB I  10. hely; Liga Kupa Elődöntő
2019/2020 NB I  A koronavírus miatt félbeszakadt
2020/2021 NB I  8. hely 
2021/2022 NB I 13. hely 

### Játékoskerete a 2020-2021-es idényben
2020-2021-es szezon
| Poszt      | Név                  | mez | Szül.dátum | Ország       |
| ---------- | -------------------- | --- | ---------- | ------------ |
| Kapus      | Balogh Tibor         | 1   | 1993.09.25 | Magyarország |
| Kapus      | Moscoso Péter Carlos | 16  | 2000.12.08 | Magyarország |
| Balszélső  | Holdosi Bence        | 3   | 2000.12.17 | Magyarország |
| Balszélső  | Száva Máté           | 27  | 2000.04.30 | Magyarország |
| Jobbszélső | Lezák Áron           | 10  | 1992.04.17 | Magyarország |
| Jobbszélső | Mándy Tibor          | 69  | 2000.09.14 | Magyarország |
| Beálló     | Kovács Márk          | 9   | 1997.07.01 | Magyarország |
| Beálló     | Simon Machac         | 7   | 1993.09.30 | Szlovákia    |
| Beálló     | Szepesi Noel         | 13  | 2000.11.17 | Magyarország |
| Irányító   | Schmid Péter         | 24  | 1996.08.06 | Magyarország |
| Irányító   | Tóth Rajmond         | 18  | 2001.04.06 | Magyarország |
| Balátlövő  | Rolandas Bernatonis  | 44  | 1987.01.22 | Litvánia     |
| Balátlövő  | Tóvizi Tamás         | 8   | 2001.01.10 | Magyarország |
| Jobbátlövő | Rédei István         | 19  | 1983.08.23 | Magyarország |
| Jobbátlövő | Szuharev Lev         | 34  | 2000.08.17 | Magyarország |
| Védekező   | Kiss Gergő           | 4   | 1991.01.14 | Magyarország |

| Pozíció          | Név          | Nemzetiség   |
| ---------------- | ------------ | ------------ |
| Szakmai igazgató | Szabó Péter  | Magyarország |
| Vezetőedző       | Tóth Edmond  | Magyarország |
| Kapusedző        | György Gábor | Magyarország |
| Masszőr          | Szepesi Márk | Magyarország |
| Technikai vezető | Ács István   | Magyarország |
| Sajtóreferens    | Sike Károly  | Magyarország |